# Neuropatologia

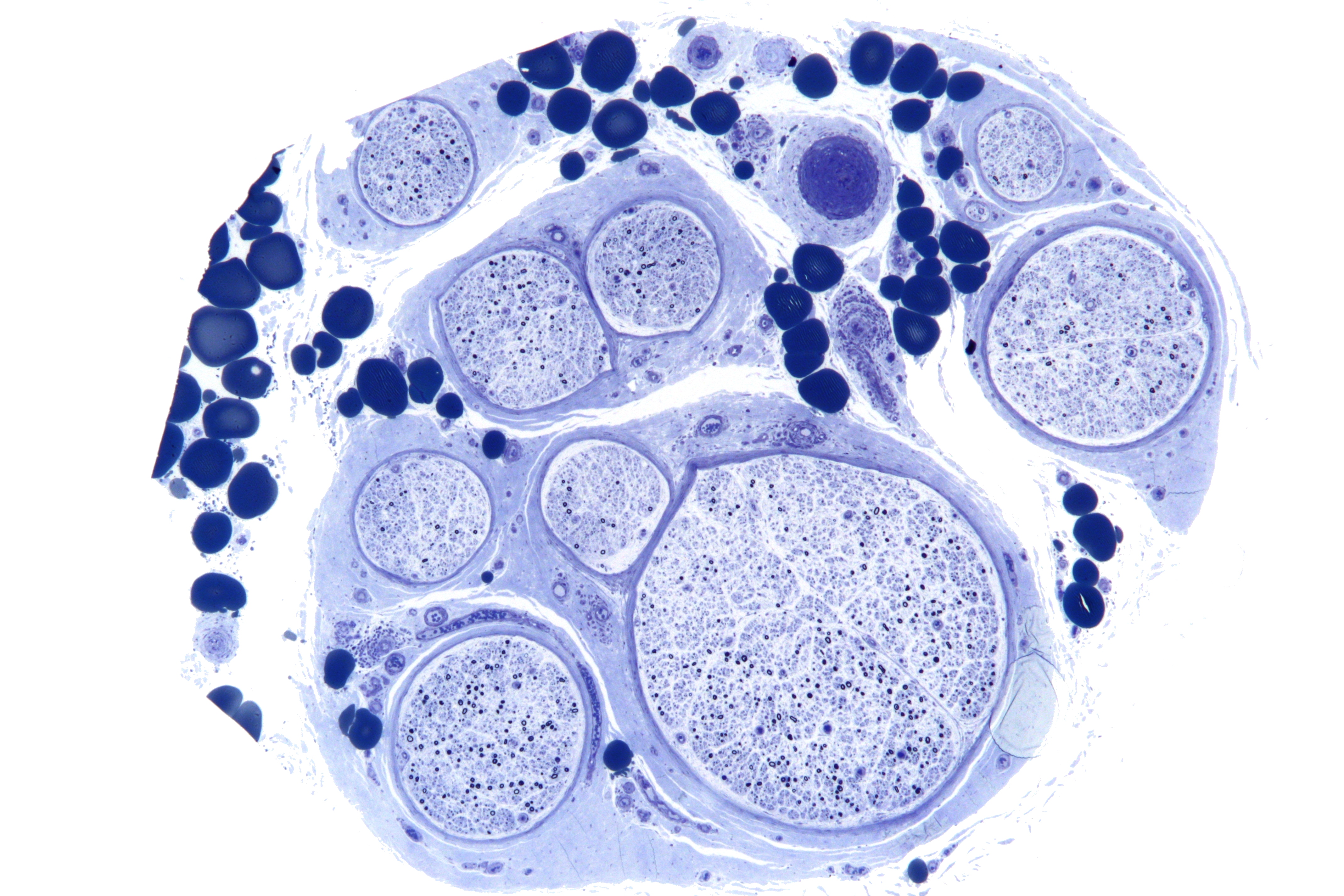
Micrografia d'una neuropatia vasculítica.

La neuropatologia és una disciplina mèdica que estudia les malalties del sistema nerviós central i perifèric, analitzant macroscòpicament i al microscopi els teixits provinents de biòpsies o de peces i mostres autòpsiques. És una subspecialitat de l'anatomia patològica, amb forts lligams amb la neurologia i la neurocirurgia i que rep importants aportacions de la neurobiologia, la virologia, la immunohistoquímica i la biologia molecular. No s'ha de confondre amb el terme neuropatia, el qual es refereix als trastorns dels nervis (per regla general corresponents al sistema nerviós perifèric).

## Neuropatòlegs destacats
- Emil Kraepelin: Conegut principalment per les seves aportacions a la Psiquiatria,[3] fou pioner en relacionar els problemes mentals amb alteracions biològiques del cervell.[4]
- Alois Alzheimer: Descobridor de la malaltia que porta el seu nom.[5]
- Franz Nissl: Creador d'una tinció del teixit nerviós basada en l'anilina que li va permetre identificar unes estructures particulars al soma neuronal i a la primera porció de les dendrites.[6]
- Joseph Babinski (1857-1932): Destacà per les seves observacions dintre del camp de l'histopatologia neuromuscular. Descobridor l'any 1896 del signe que porta el seu nom.[7]
- Alfons Maria Jakob (1884–1931): Descobridor, amb Hans Gerhard Creutzfeldt (1885-1964),[8] de la malaltia de Creutzfeldt-Jakob.[9] Investigà també l'esclerosi múltiple, la neurosífilis i l'atàxia de Friedreich.[10]
- Santiago Ramón y Cajal: Històleg i neuroanatomista, considerat l'impulsor de la moderna neurociència.
- Charles Scott Sherrington: Conegut sobretot per les seves investigacions sobre les sinapsis.[11]
- Gustave Roussy (1874–1948): Professor de la Universitat de París. Va publicar un ampli tractat: Traité de Neuroendocronologie (1946), que aclarí la funció d'enllaç de l'hipotàlem entre el sistema nerviós i el sistema endocrí.[12]
- Solomon Carter Fuller (1872-1953): Deixeble de Kraepelin i Alzheimer. Professor de la Boston University School of Medicine, va especialitzar-se en l'estudi del paper de les neurofibril·les en patologies degeneratives del SNC.[13]
- Percival Sylvester Bailey (1892–1973): A la dècada de 1920 va publicar, conjuntament amb Harvey Cushing, una classificació sistemàtica dels tumors cerebrals que simplificà molt la confusa tipologia utilitzada abans.[14]
- Dorothy Stuart Russell (1895–1983): Treballà amb Wilder Penfield (creador de l'homuncle sensomotor cortical cerebral homònim)[15] i Pío del Río Hortega.[16] Fou la primera dona directora d'un Institut de Patologia al Regne Unit (1946). Amb Lucien Rubinstein[17] escrigué el tractat Pathology of Tumours of the Nervous System (1959), un llibre de referència durant més de 40 anys.[18]
- Rafael Lorente de Nó (1902-1990): Fou el deixeble més jove de Cajal. Nascut a Saragossa, va treballar primer al Laboratori d'Investigacions Biològiques de Madrid i després amplià els seus estudis neurocientífics a Alemanya, Suècia i els Països Baixos gràcies a la JAE. L'any 1934 s'establí definitivament als EUA.[19] Nomenat membre de l'Acadèmia Nacional de Ciències dels Estats Units el 1950, les seves investigacions sobre l'organització del còrtex cerebral i la fisiologia de l'impuls nerviós es consideren cabdals.[20]
- Lucy B. Rorke-Adams: Especialista en tumors cerebrals infantils.[21]

## Revistes de neuropatologia
- Acta Neuropathologica és la revista de neuropatologia amb més impacte (2018: 18.174).[22]
- Brain Pathology és la revista oficial de la International Society of Neuropathology.[23]
- Neuropathology & Applied Neurobiology està patrocinada per la British Neuropathological Society.[24]
- Clinical Neuropathology. Publicació de la Confederació Europea de Societats de Neuropatologia.[25]
- Journal of Neuropathology & Experimental Neurology és la revista oficial de l'American Association of Neuropathologists (AANP).[26]
- Neuropathology és la revista oficial de la Societat Japonesa de Neuropatologia.[27]